# Dindon Blanc de Virginie
Le Blanc de Virginie (en anglais : White Holland) est une race de dindon originaire des États-Unis. On le retrouve également sous l'appellation dindon blanc de Hollande.

## Origine
La race descend de dindons blancs importés d'Europe. La race est reconnue par l'American Poultry Association en 1874.

## Description
C'est une race blanche de grande taille, moins lourde que le Dindon bronzé d'Amérique, mais plus imposante que le Blanc de Beltsville.

### Standard
- Dindon : jusqu'à 15 kg[1]
- Dinde : jusqu'à 8 kg[1]